# Яблоня-колония
«Я́блоня-коло́ния» (укр. Яблуня-колонія) — ботанический памятник природы общегосударственного значения и уникальный объект естественно-заповедного фонда Украины, расположенный на территории города Кролевец (Конотопский район, Сумская область, Украина). Уникальная яблоня-куст, попавшая в шорт-лист голосования «Семь природных чудес Украины». Ориентировочный возраст — свыше 200 лет.
Площадь — 0,1 га.

## Описание
Памятник природы общегосударственного значения был создан Указом Президента Украины от 09.12.1998 № 1341/98 на базе памятника природы местного значения, основанного в 1972 году.
Находится в районе Андреевка города Кролевец Сумской области (улица Андреевская, 71). Добраться до яблони можно железной дорогой или автодорогой «Киев—Москва», что проходят через город Кролевец.

## Природа
Яблоня растёт в виде куста, который по площади занимает около 10 соток. В яблоне давно уже нет её первобытного материнского ствола.
У этой яблони насчитывают около 15 приросших к земле стволов-веток. Особенностью яблони (нигде более не известной) является её способность к самостоятельному укоренению ветвями. Ветки наклоняются к земле и пускают корни; когда один из стволов отмирает, таким образом яблоня продлевает себе жизнь. Набравшись сил, уже не ветви, а деревца поднимаются опять кверху, обильно укрываясь цветками весной и красно-белыми приятными на вкус яблоками осенью.
В тени ветвей яблони покоится могильная плита, на которой вычеканено: «Князь Пётр Сергеев сын Мещерский родился 1780 августа 24 умер 1848 февраля 18 в отроду 68 лет». Из-за этого одно из распространённых местных названий яблони — «княжеская» (укр. княжа).
По легенде дерево больше 220 лет назад посадил садовник князя Мещерского, некогда жившего и похороненного в селе Андреевка. Местные жители назвали чудо-яблоню колонией. Цветёт она каждый год, но плодоносит каждый раз только её половина, а вторая часть отдыхает. Яблоки сладкие и терпковатые на вкус.
У местных жителей существует поверье, что эта яблоня размножается как куст крыжовника или смородины из-за того, что на неё кто-то наложил проклятие пару веков назад.
Благодаря своим особенностям чудо-яблоня вошла в историю садоводства.
В 1928 году в четвёртом томе своих произведений о ней упоминает И. В. Мичурин: «… оригинальная яблоня, размножающаяся черенками, находящаяся вблизи станции Кролевец, близ села Андреевка в быв. усадьбе Андрея Василенко, ныне переданной колхозу. На основании постановления Наркомзема СССР, для опытных работ прошу срочно выслать мне 5 черенков указанной яблони почтовой посылкой, предварительно упаковав их во влажный мох… 12 ноября 1931 г. Директор Гос. селек. генет. станции Мичурин.»
В 1970 году, по свидетельствам местного жителя, специалиста райсельхозуправления М. Дубинки, на земле лежали 9 стволов яблони диаметром 30—40 см.
К 2008 году их количество почти удвоилось.